# Wioślarstwo na Letnich Igrzyskach Olimpijskich 1932 – czwórka ze sternikiem mężczyzn
Rywalizacja w czwórkach ze sternikiem mężczyzn w wioślarstwie na Letnich Igrzyskach Olimpijskich 1932 rozgrywana była między 10 a 13 sierpnia 1932 w Long Beach Marine Stadium.
Do zawodów zgłoszonych zostało 7 osad.

## Wyniki

### Półfinały
Zwycięzca każdego z półfinałów awansował do finału, osady z miejsc 2 i 3 awansowały do repasaży.
| Bieg 1  | Bieg 1            | Bieg 1                                                                                       | Bieg 1 | Bieg 1 |
| Miejsce | Narodowość        | Zawodnik                                                                                     | Czas   | Kwal.  |
| ------- | ----------------- | -------------------------------------------------------------------------------------------- | ------ | ------ |
| 1.      | Włochy            | Riccardo Divora, Bruno Parovel, Giovanni Plazzer, Bruno Vattovaz, Giovanni Scher             | 7:06,0 | Q      |
| 2.      | Niemcy            | Hans Eller, Horst Hoeck, Walter Meyer, Joachim Spremberg, Carlheinz Neumann                  | 7:09,2 |        |
| 3.      | Nowa Zelandia     | Somers Cox, Noel Pope, Charles Saunders, John Solomon, Delmont Gullery                       | 7:19,6 |        |
| 4.      | Brazylia          | João Francisco de Castro, Durval Lima, Osório Pereira, Olivério Popovitch, Américo Fernandes | 7:29,4 |        |
| Bieg 2  |                   |                                                                                              |        |        |
| Miejsce | Narodowość        | Zawodnik                                                                                     | Czas   | Kwal.  |
| 1.      | Polska            | Edward Kobyliński, Stanisław Urban, Janusz Ślązak, Jerzy Braun, Jerzy Skolimowski            | 7:04,2 | Q      |
| 2.      | Stany Zjednoczone | Francis English, Harry Grossmiller, Charles Drueding, Edward Marshall, Thomas Mack           | 7:06,6 |        |
| 3.      | Japonia           | Rokuro Takahashi, Norio Ban, Umetaro Shibata, Daikichi Suzuki, Shokichi Nanba                | 7:16,8 |        |

### Repasaże
Dwie pierwsze osady awansowały do finału. Pozostały osady odpadały z dalszej rywalizacji.
| Miejsce | Narodowość        | Zawodnik                                                                           | Czas   | Kwal. |
| ------- | ----------------- | ---------------------------------------------------------------------------------- | ------ | ----- |
| 1.      | Nowa Zelandia     | Somers Cox, Noel Pope, Charles Saunders, John Solomon, Delmont Gullery             | 7:38,2 | Q     |
| 2.      | Niemcy            | Hans Eller, Horst Hoeck, Walter Meyer, Joachim Spremberg, Carlheinz Neumann        | 7:38,8 | Q     |
| 3.      | Stany Zjednoczone | Francis English, Harry Grossmiller, Charles Drueding, Edward Marshall, Thomas Mack | 7:41,6 |       |
| 4.      | Japonia           | Rokuro Takahashi, Norio Ban, Umetaro Shibata, Daikichi Suzuki, Shokichi Nanba      | 7:47,0 |       |

### Finał
| Miejsce | Narodowość    | Zawodnik                                                                          | Czas   |
| ------- | ------------- | --------------------------------------------------------------------------------- | ------ |
| złoto   | Niemcy        | Hans Eller, Horst Hoeck, Walter Meyer, Joachim Spremberg, Carlheinz Neumann       | 7:19,0 |
| srebro  | Włochy        | Riccardo Divora, Bruno Parovel, Giovanni Plazzer, Bruno Vattovaz, Giovanni Scher  | 7:19,2 |
| brąz    | Polska        | Edward Kobyliński, Stanisław Urban, Janusz Ślązak, Jerzy Braun, Jerzy Skolimowski | 7:26,8 |
| 4.      | Nowa Zelandia | Somers Cox, Noel Pope, Charles Saunders, John Solomon, Delmont Gullery            | 7:32,4 |